# Parafia Świętej Rodziny w Olecku
Parafia Świętej Rodziny w Olecku – rzymskokatolicka parafia leżąca w dekanacie Olecko - Niepokalanego Poczęcia NMP należącym do diecezji ełckiej